# 류큐의 바람
《류큐의 바람 DRAGON SPIRIT》(琉球の風 DRAGON SPIRIT)은 1993년 1월 10일부터 6월 13일까지 일본의 NHK에서 방송되었던 31부작 대하드라마이다. 16세기 말 〜 17세기 초두에 걸친, 일본의 사쓰마번(薩摩藩) 시마즈씨(島津氏)의 지배 아래 놓인 류큐 왕국의 사람들을 그린 작품이다.
보통은 한 작품이 1년의 방영 기간을 갖는 NHK 대하드라마 가운데 《불타오르다》와 함께 방송 기간이 반년이었던 작품이다.

## 개요
16세기 말, 격동의 동아시아에서 조선(朝鮮)이나 베트남과 함께 독립왕국으로써 존속해 왔던 류큐 왕국은 1609년 일본의 사쓰마 번의 침략으로 그 지배 아래 놓이게 되고, 류큐의 독자적인 역사와 문화는 상처를 입는다. 기존의 일본 역사관에서는 돌아보지 않았던 비극을 역사를 다룬 2부작의 1부라는 평가를 받고 있다(2부는 오슈 후지와라 씨 및 이전 일본의 도호쿠 지방을 지배하며 조정의 중앙 권력과 맞섰던 에미시 호족들의 이야기를 그린 《불타오르다》).
오노에 키쿠노스케(尾上菊五郎) ・ 후지 슌코(富司純子) 부부가 NHK의 네 번째 작품 《미나모토노 요시쓰네》(源義経) 이래 27년만에 공동출연한 작품으로, 앞선 《노부나가(信長) KING OF ZIPANGU》에서 하시바 히데요시(羽柴秀吉)역을 맡았던 나카무라 토오루(仲村トオル)가 본작의 프롤로그에서 똑같이 도요토미 히데요시 역으로 분했으며(첫머리에서 혼노지의 변을 실루엣으로 묘사하는 등 스핀오프 효과를 노렸다는 평가를 받고 있다) 처음으로 오키나와현(沖縄県)을 배경으로 하는 등의 시도를 보인다. 또한 마지막화의 「츄라우미(美海) 기행」 코너는 류큐 왕국의 궁전이었던 슈리성(首里城)에 전시된 라덴자이쿠(螺鈿細工)에 대한 에피소드를 소개하고 라덴자이쿠가 사용된 히라이즈미정(平泉町) 주손지(中尊寺)의 이야기에까지 확장시켜, 다음 작품이 될 불타오르다의 예고편으로 이어진다는 하이퍼링크적 연출을 보이고 있다.
작품의 무대가 된 오키나와 현에서는 종방 뒤에 오키나와 방언(류큐어)으로 다시 더빙 방영되었다.
오프닝 테마는 일본의 엔카 가수 다니무라 신지(谷村新司)가 부른 곡으로 NHK교향악단의 연주가 아닌 작품이다(이는 다른 《꽃의 생애》나 《아코 낭인》(赤穂浪士)와 초기 두 작품 뿐이다. 또한 오프닝 곡 전체가 가사가 첨부된 악곡은 본작이 유일하다).
본작이 방영되고 5년 뒤인 1997년 가을부터 이듬해 3월까지 오키나와의 일본 본토 복귀 25주년을 기념하여 NHK 총합 텔레비전에서 전편 재방송되었다. 이는 예전의 대하드라마가 NHK 총합 텔레비전에서 재방송된 드문 사례이다.
평균시청률은 17.3%, 최고시청률은 24.1%였다.。